# André Poppe
André "Dré" Poppe (Oostakker, 26 mei 1922 – Oostende, 13 juli 2002) was een Vlaams theaterregisseur en tv-realisator.
Poppe was als docent aan de Gentse Koninklijke Toneelschool verbonden van 1944 tot 1960. Daarnaast was hij als medestichter en leider actief in het Gentse theatermilieu met het kamergezelschap Toneelstudio '50 waar ook acteurscursussen werden gegeven. Toneelstudio '50 vervelde in 1955 tot Arca. In 1965 werd Poppe aangezocht als eerste directeur van het NTGent, een opdracht die in 1967 na meningsverschillen al ten einde kwam.
Poppe regisseerde drama voor de televisie tussen 1960 en 1965 en tussen 1967 en 1988. Hij was de regisseur van onder meer Daar is een mens verdronken, Lente en Klein Londen, Klein Berlijn (drie BRT-series) en de Bompa (VTM).